# Seef (bier)
Seef of Seefbier is de naam van een historische streekbier van de stad Antwerpen. De Antwerpse Brouw Compagnie heeft het in 2012 opnieuw op de markt gebracht. Het is een troebel blond bier met een kruidige smaak.

## Geschiedenis
De eerste vermelding van Seefbier vinden we terug in de 17e eeuw, waar Seefbier in 1677 mee vermeld staat in de aankopen van de Toneelkring van de Sint Lucasgilde. Het bier was eeuwenlang bijzonder populair in en rond Antwerpen en lag in de 19e eeuw zelfs aan de basis van de naamgeving van de toen nieuwe wijk 'Seefhoek': een volkse wijk berucht om de vele cafés en danszalen, en waar bijgevolg veel Seef gedronken werd. Volgens stadsschrijver Amand De Lattin (“Sinjorenstad”, ± 1915) zou "een populaire buitenherberg (...), genaamd bij Trien uit de Pothoek en vooral geroemd voor zijn seef" aan de oorsprong liggen van "dit stadsgedeelte dat zich pas begon te ontwikkelen,  de Seefhoek". Deze herberg zou zich op de hoek van de Lange Beeldekensstraat en de Pesthofstraat hebben bevonden. Met de opkomst van de grote industriële brouwerijen en ten gevolge van de Eerste Wereldoorlog verdwenen de kleine artisanale brouwerijen in en rond Antwerpen, en met hen het Seefbier.
Sinds 9 maart 2012 wordt het bier opnieuw gebrouwen en verkocht. Het initiatief kwam van Johan Van Dyck die de Antwerpse Brouw Compagnie had opgericht om verdwenen bieren nieuw leven in te blazen. Seefbier is het eerste bier dat de brouwerij op de markt bracht. Burgemeester Patrick Janssens was in het stadhuis degene die de eerste slok mocht nemen en doopte het prompt tot tweede stadsbier van Antwerpen. Als historisch bier van de stad Antwerpen is Seefbier sinds 2016 ook erkend als streekproduct. IN 2023 werd Seefbier door Gazet Van Antwerpen / Made In Antwerp verkozen tot Hét Product van Antwerpen.
Sinds de zomer van 2017 wordt Seefbier gebrouwen in de nieuwe brouwerij van de Antwerpse Brouw Compagnie, in het Noorderpershuis op het eilandje in hartje Antwerpen.

## Bestanddelen
Rond de receptuur van Seefbier heeft altijd geheimzinnigheid bestaan. Zo noemt Hendrik Verlinden - de man die onder andere de bieren van de trappisten van Westmalle op punt stelde - in 1916 het Seefbier 'het Bier van de Toekomst'. Tegelijkertijd geeft hij aan dat de receptuur geheim gehouden wordt: "... Over de bereidingswijzen van het Antwerpse Troebelbier of Seef is er bij mijn weten nergens iets te lezen; brouwers hebben er altijd een geheim van gemaakt, iets wat achterlijk en onzinnig is. Op zulke wijze kan een product niet verbeterd worden".
Wanneer de kleinere Antwerpse speciaalbierbrouwers uit Antwerpen verdwijnen onder druk van de opkomst van pils, de grote industriële brouwerijen en de beide wereldoorlogen, wordt de receptuur verloren gewaand.
Na een zoektocht van bijna drie jaar in familiearchieven, het stadsarchief, de heemkundige kringen en bij oude brouwersfamilies, vond Johan Van Dyck - op dat moment directeur bij brouwerij Duvel Moortgat - de receptuur terug. Het document, dat dateert van eind 19e eeuw, bevat de details van het recept, beschreven naar de technieken uit die tijd. Met hulp van Dr. Ir. Filip Delvaux van biercentrum Delvaux, werden de eerste brouwsels gemaakt in een testbrouwerij van de KU Leuven.
Voor de gist wordt een beroep gedaan op de gistcollectie van Delvaux, die een uitgebreid archief oude Belgische brouwersgisten bevat. Seefbier is een bier van hoge gisting, met hergisting op fles. Het wordt gebrouwen uit een mengsel van 4 granen (boekweit, haver, tarwe en gerst) en met Belgische hop uit Poperinge.
Historisch gezien bestond er Seef en dubbele Seef. Het eerste aftreksel van het brouwproces, dubbele Seef, rijk aan suikers en smaak-aroma's, werd duurder verkocht dan Seef: het was voller van smaak en had een hoger alcoholpercentage (6-7 %). Na dit eerste aftreksel werd het brouwsel verder 'uitgewassen'; een proces waarbij het 'wort' verder werd aangelengd met water. Het zo verkregen resultaat is lager in concentratie aan suikers en heeft een lichter, lager alcoholpercentage (2-3%). Waar dubbele Seef voor speciale gelegenheden gedronken werd, was Seef een meer alledaagse drank. 
Het Seefbier dat gebrouwen wordt door de Antwerpse Brouw Compagnie, is gebaseerd op de dubbele Seef, dat wil zeggen 6,5%.

## Etymologie

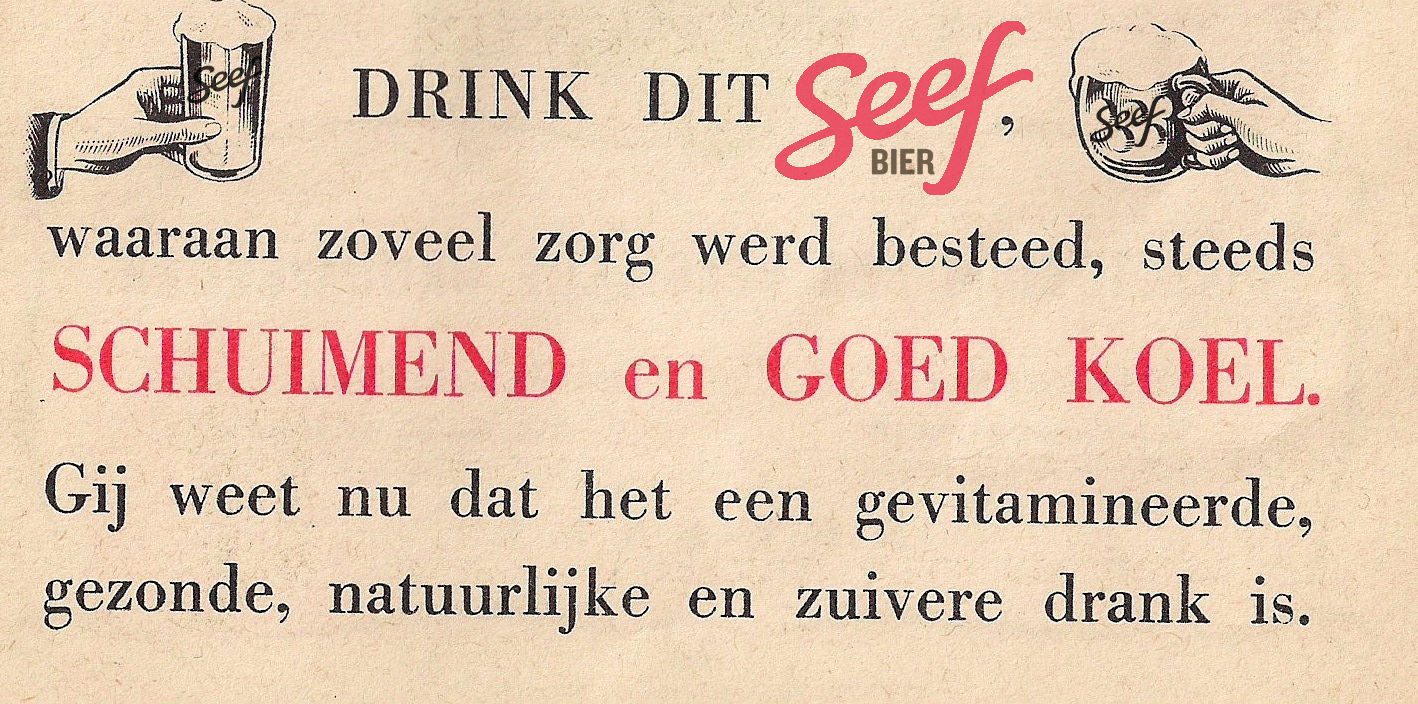
Drink Seef

Over de oorsprong van de naam Seef bestaat geen zekerheid, en werden verschillende theorieën geformuleerd.
Het woord seef zou afgeleid zijn van het Latijnse woord sapa. In het Frans wordt dat sève. Een plantensap dat levenskracht en veerkracht verwekt. Seef is dus een “voedende” drank getrokken uit wortels en stengels van verschillende planten. Afgeleid van dit Franse woord, betekende het woord seve gewestelijk "aroma, smaak, geur."  Het was een lichtkleurig, zoet, troebel en sterk schuimend bier.
De brouwerij Saveniers & Van Riel (1915-1932) in Wijnegem brouwde diverse bieren (Blond, Bock, Export, Flora, Munich, Tripel, maar ook tafelbier en Seef.) Om die reden zou men zich kunnen afvragen of de benaming Seef misschien uit de familienaam Saveniers afgeleid zou kunnen zijn.
Vergelijkbaar in dit verband is brouwer J. H. Severans, die (volgens J. B. Stockmans) in 1827 vergunning kreeg voor een bierbrouwerij in het nabije Borgerhout.
Gezien de eerste vermeldingen van Seefbier reeds voorkomen in de 17de eeuw, met name in de 1677 in het rekeningboek van de Antwerpse Sint-Lucasgilde, uitgaven 1677-1678, mag aangenomen worden dat verklaringen die de oorsprong linken aan brouwerijen uit de 19de eeuw, of de Franse taal (pas later belangrijk in Antwerpen) echter niet gegrond zijn.
Een andere link wordt gelegd met de Germaanse mythologie. In het werk La langue, les noms et le droit des anciens Germains (1901) van Victor Gantier wordt op bladzijde 229 de oorsprong van de naam Seef gelinkt aan de godin Sif: het in Brabant gebrouwen blonde bier Seef zou verwijzen naar de godin met de goudblonde haren. "La Déesse qui versait à boire et dont le mari availait trois cuves de bière etait SIF Seef ou Sève (bière blonde qu'on boit toujours en Brabant). Les beaux cheveux blonds  du sif rappellent la couleur dorée de Seef."

## In de literatuur
Van enkele Vlaamse schrijvers is bekend dat zij dit bier hebben gedronken. Domien Sleeckx vermeldt: “Een der gehuchten, welke wij op dergelijke wandelingen het liefst bezochten, was het Eksterlaar. (...) Men tapte er een wit bier, dubbelde seef geheeten, dat schuimde als Champagne, naar ’t hoofd liep als Porto, en tien cents den liter kostte.” En Lode Baekelmans schrijft: “in het naar huis gaan hadden zij een stoop seef leeggedronken, die fel schuimde en den neus prikkelde. Dat is de champagne der arme luizen, de champagne van de vijfde wijk”; “Willen wij naar de Pothoek seef gaan drinken en een stukske eten”.
In het Suske en Wiske Album de Krijtkampioen figureert Seefbier, wanneer Lambik de opdracht krijg kratten Seefbier uit een schip te halen, maar besluit er zelf van te drinken en het een heerlijk bier noemt. Eerder was Seebier ook al te zien op de affiche van de expo over 75 jaar Suske en Wiske, waar Lambik en Jerom op de Grote Markt proosten met glazen Seefbier.

### In lied en gedicht
Het bier viel blijkbaar in de smaak, want het werd zowel door gelegenheidsdichters als door raspoëten bezongen:

O goede seef, o heerlijk bier
De seef, de seef, het Leuvens en het garsten
Ziedaer, ziedaer, de wijn die ons verheugt!
De seef! De seef!
het Leuvens en het garsten!
Ziedaar! Ziedaar! De bronnen onzer vreugd!

Een ander gelegenheidsgedicht, “Over ’t Seefbier”:

Sinjoren en Sinjorinnen
Die het vermaak beminnen
Vermaak en lekker seef:
Nu kunt g’een kansken wagen
Met alle drij de dagen;
Een lekker potken vragen,
Een beentjen uitgeslagen,
Maar – gaat niet buiten de schreef . . .!

## In andere regio's
Sommige bronnen en auteurs veronderstellen een gelijknamig bier in andere regio's (bijvoorbeeld Gent).
Hoewel het woord seef in andere context weliswaar gebruikt wordt (onder andere "Gentsche Seef" als naam van een kroeg) schijnt er alleen in Antwerpen historisch bewijs te zijn voor het bestaan van dit bier.
De Geschiedkundige Heruitgeverij vzw vermeldt in 1905 een Gentse seef (bier) in De Gentse Herbergen en Hunne Uithangborden. Het boek vermeldt: "Gentsche herbergen zijn cafés, estaminets, cantines, waar men Gentsch bier, de echte Gentsche seef, verkoopt."
Het Seefbier is in de jaren dertig van de 20e eeuw een stille dood gestorven door de opkomst van het uit Tsjechië afkomstige pilsbier.
In september 2010 werd het te Bokrijk nagebrouwen door het Wijn- en Biergilde Demerdal.

## Prijzen
- World Beer Cup 2012 en 2023: Gouden medaille in de categorie Belgian Style Ale
- World Beer Awards 2013-2014-2015 Gouden medaille +World's best  2015 World's Best Belgian Style Ale'
- Global craft Beer Awards 2014: Gouden Medaille
- Brussels Beer Challenge 2015: Gouden Medaille Best Blond/Golden Ale
- World Beer Awards 2015: World's best & Goud in de categorie World's Best Belgian Style Ale'
- Frankfurt International Trophy 2022: Gouden Medaille
- Concours International Lyon 2022: Gouden Medaille
- Hét Product van Antwerpen 2024 Made in Antwerp/GVA
- Barcelona Beer Challenge 2024: Zilver Medaille